# Campionati europei di ciclismo su strada 2008 - Cronometro femminile Junior
La cronometro femminile Junior dei Campionati europei di ciclismo su strada 2008 si è svolta il 4 luglio 2008 in Italia, con partenza da Arona ed arrivo a Stresa, su un percorso totale di 16,5 km. La medaglia d'oro è stata vinta dall'ucraina Valeriya Kononenko con il tempo di 23'02" alla media di 42,98 km/h, argento all'austriaca Jacqueline Hahn e a completare il podio la russa Maria Mishina.
Partenza con 69 cicliste.

## Classifica (Top 10)
| Pos. | Corridore          | Squadra     | Tempo   |
| ---- | ------------------ | ----------- | ------- |
| 1    | Valeriya Kononenko | Ucraina     | 23'02"  |
| 2    | Jacqueline Hahn    | Austria     | a 35"   |
| 3    | Maria Mishina      | Russia      | a 54"   |
| 4    | Katie Colclough    | Regno Unito | a 1'01" |
| 5    | Lucie Zaleska      | Rep. Ceca   | a 1'05" |
| 6    | Jennifer Letue     | Francia     | a 1'06" |
| 7    | Winanda Spoor      | Paesi Bassi | a 1'10" |
| 8    | Evelyn Arys        | Belgio      | a 1'13" |
| 9    | Corinne Hall       | Regno Unito | a 1'18" |
| 10   | Sara Olsson        | Svezia      | s.t.    |